# Union sportive du Rail
L'Union sportive du Rail est un club omnisports sénégalais basé à Thiès.

## Basket-ball
L'équipe masculine de basket-ball remporte le Championnat du Sénégal à deux reprises, en 2005 et 2006. Elle est vainqueur de la Coupe du Sénégal en 2009 et finaliste de la Coupe en 2013.

## Football
L'équipe masculine de football remporte la Coupe du Sénégal en 1963. Selon certaines sources, les footballeurs remportent le Championnat du Sénégal en 1962.

## Handball
Les handballeurs de l'US Rail remportent la Coupe du Sénégal en 2017.
L'équipe féminine est troisième de la Coupe d'Afrique des clubs champions en 1979, et championne du Sénégal en 1978 et 1979.